# Peugeot Type 3
La Peugeot Type 3, anche denominata Peugeot 2 HP, era un'autovettura prodotta tra il 1891 e il 1894 dalla Casa automobilistica francese Peugeot.

## Profilo
La Type 2, lanciata il 12 aprile 1891, venne ben presto giudicata troppo rudimentale dallo stesso Armand Peugeot, sebbene fosse ispirata all'innovativa Stahlradwagen costruita da Gottlieb Daimler e Wilhelm Maybach già nel 1889; inoltre non stava avendo il successo commerciale sperato. Pertanto, Armand Peugeot decise di evolvere la Type 2 in un nuovo modello, limandone lacune e imperfezioni e rendendola meno rudimentale e più pratica.
Nel settembre 1891 fu lanciato il nuovo modello, battezzato Type 3. Questa nuova vettura manteneva la stessa struttura della Type 2, con scocca in legno fissata a un telaio tubolare, così come il sistema di raffreddamento con l'acqua canalizzata nei tubi del telaio. Le novità stavano innanzitutto in una configurazione della carrozzeria di tipo vis-à-vis, inoltre lo sterzo non era più a semplice barra di comando, ma aveva una sorta di manubrio a T, più comodo da utilizzare. Equipaggiata dallo stesso motore della Type 2, la Type 3 era 20 cm più lunga, mentre la larghezza rimase uguale. La maggior lunghezza si era resa necessaria per poter permettere l'alloggiamento dei due posti in più, permettendo ai passeggeri di avere spazio a sufficienza per le gambe.
Il motore, posizionato posteriormente, era un bicilindrico Daimler a V di 17° con una cilindrata di 565 cm³ ed era alimentato tramite carburatore. Il sistema di distribuzione prevedeva le valvole di aspirazione in testa e quelle di scarico posizionate lateralmente.
La trazione era posteriore, con trasmissione finale a catena e cambio train baladeur a 4 marce. La potenza sviluppata era di soli 2 CV a 1000 giri/min e permetteva una velocità massima di 18 km/h.
A differenza della Type 2, la Type 3 ebbe maggior successo: la sua fama si estese un po' ovunque in Francia. La Type 3 aveva persino la possibilità di essere ordinata con accessori a pagamento: tra questi vi era un set di valigie da sistemare sulla parte anteriore dell'auto e una copertura a baldacchino in tessuto, che permetteva di riparare la vettura dalle intemperie (nei limiti del possibile, data la particolare struttura della copertura).
Fino a tutto il 1893, la Type 3 fu l'unica Peugeot in listino: solo a partire dall'anno seguente le vennero affiancati nuovi modelli di fasce differenti. Durante la sua produzione, protrattasi fino al 31 dicembre 1894, la Type 3 fu venduta in 64 esemplari.

## Curiosità

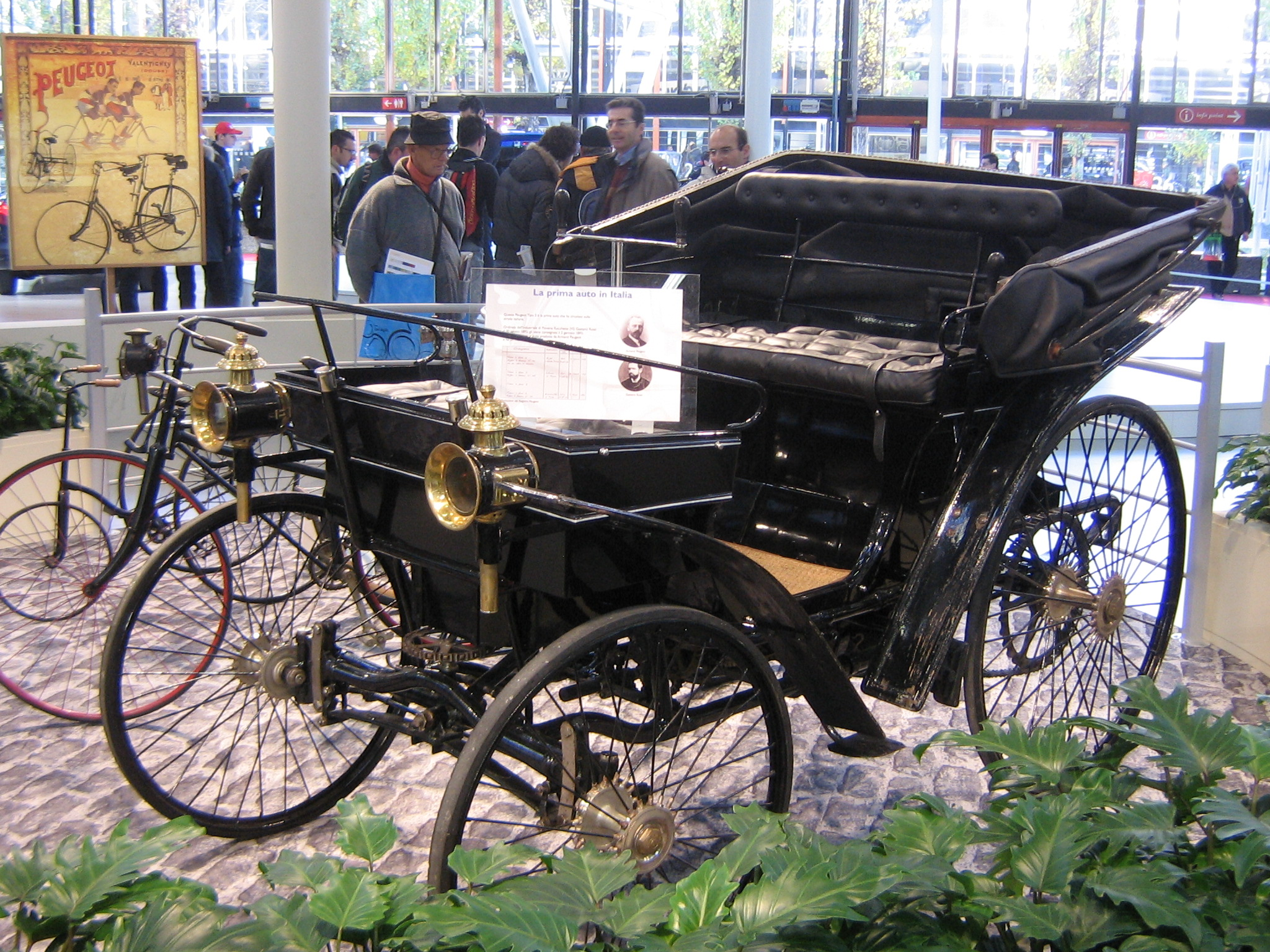
La prima auto a circolare in Italia

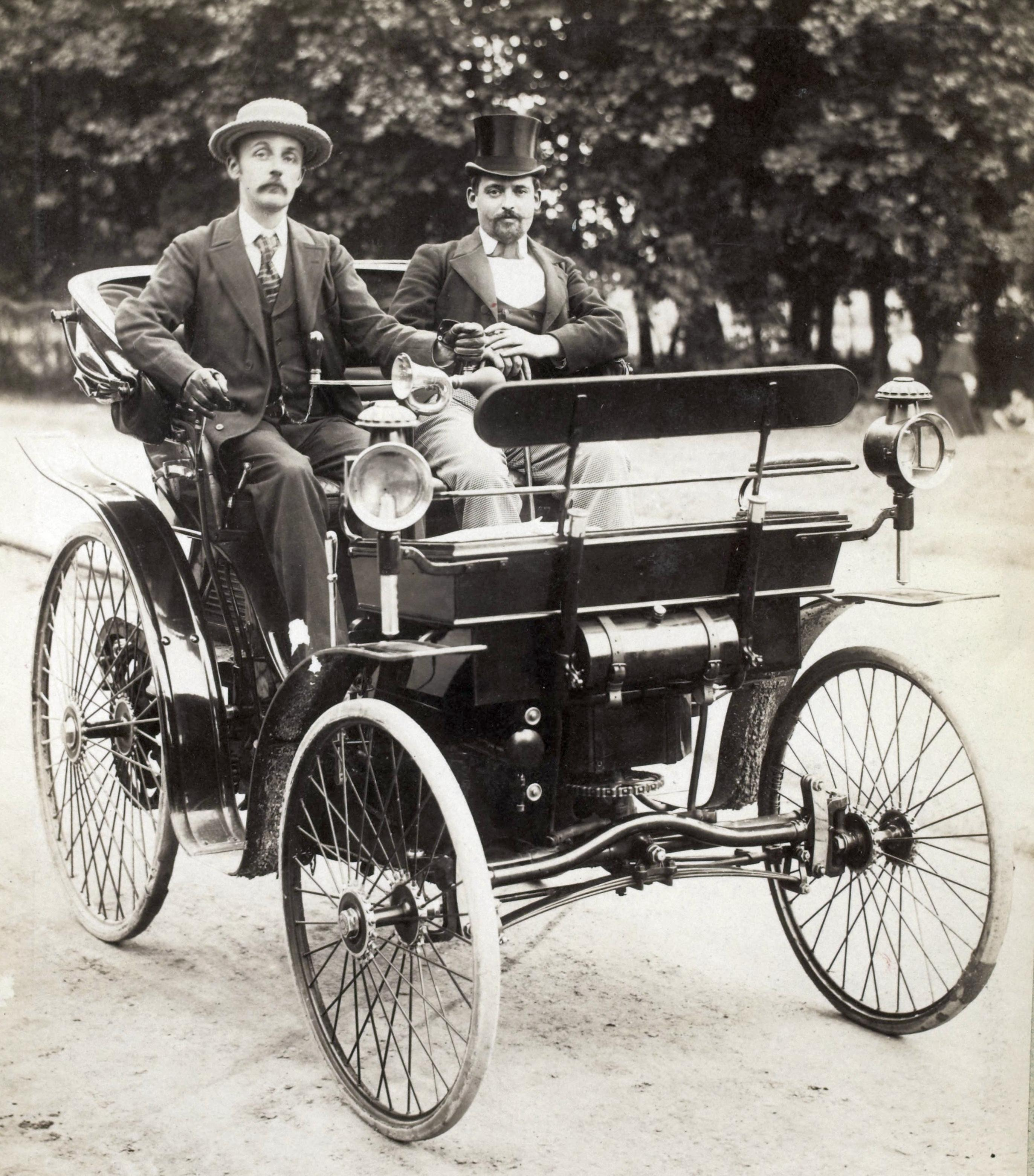
Ernest Archdeacon (sinistra) e la sua Peugeot Type 3

- La Type 3 fu la prima autovettura a circolare in Italia: ordinata il 30 agosto 1892, venne consegnata il 2 gennaio 1893 a Gaetano Rossi (1855-1947)[1], residente a Piovene Rocchette, appena insediatosi alla guida della Lanerossi, la più importante industria italiana dell'epoca. Il prezzo fu di 5567,25 franchi, una somma  enorme considerando che varrebbe, se convertita all'anno 1901, un valore odierno corrispondente a ben 2 milioni 542,231,96 Euro.[2] La vettura riporta sul telaio la punzonatura nº 25 ed è dotata del motore Daimler nº 124.[3] Tale esemplare è esposto al Museo dell'automobile di Torino.[4] Non fu facile l'acquisto in quanto non esisteva allora la mentalità e la  struttura per accogliere il nuovo mezzo non a trazione animale. Esisteva all'epoca la legge che proibiva la costruzione di nuove strade in zone raggiunte da linee ferroviarie, solo dal 1904 iniziò la nuova normativa atta a favorire la mobilità stradale.  Tutto questo costrinse Rossi a rivolgersi a Émile Levassor che contattò a sua volta Daimler che non riuscí a portare, al momento,  a termine la consegna per mancanza di una succursale. Rossi fu costretto ad andare direttamente a Strasburgo, ma vedendo una Benz si accingeva ad acquistarla, intanto incontrò l'amico e storico Léon-Gustave Schlumberger de Guebwiller che contattò direttamente Armand Peugeot. La Daimler era pronta a consegnare anche il suo veicolo quindi scrisse (il 26 ottobre 1893) al Levassor, ritenuto il detentore dei diritti, di essere infastidita dalle questioni di brevetti e licenze. Aggiungendo testualmente di dover "trovare una soluzione per poter lavorare con la massima tranquillità". Peugeot sborsò 3960 franchi a Levassor per i motori dell'auto inviata in Italia. L'industriale Rossi diede un anticipo di 1700 franchi pagando a Peugeot il restante saldo (5671,25 fr.) escludendo però  le spese dovute per trasporto e dogana. La cifra equivaleva all'epoca a sei anni di stipendio di un operaio con turni di 16 ore quotidiane. La seconda vettura consegnata nel bel paese fu la Panhard & Levassor type A (dotata di un bicilindrico Daimler da 565 cc.) acquistata il 30 novembre 1893 e consegnata al marchese fiorentino Carlo Ginori il 28 febbraio 1894.[5]
- Fu anche la prima automobile prodotta in Italia, considerato che venne assemblata dalla Costruzioni Meccaniche di Saronno.
- La Type 3 fu la prima Peugeot ad avere un'esperienza sportiva. Nel 1891 infatti Armand Peugeot ebbe il permesso, dall'organizzatore Giffard, di far seguire da una sua automobile Type 3 la corsa ciclistica da Parigi a Brest e ritorno. La vettura, unica autorizzata al seguito dei ciclisti, raggiunse la capitale guidata da Louis Rigoulot e con Auguste Doriot come meccanico a bordo, poi fece l'andata e ritorno tra Parigi e Brest, riuscendo a completare il percorso. Il ciclista Charles Terron vinse alla media di 16,8 km/h, mentre quella della Peugeot fu di 14,7 km/h a causa soprattutto di una lunga sosta per riparare la rottura del differenziale.
- Tra gli acquirenti francesi della Type 3 vi fu anche Ernest Archdeacon, grande appassionato di velivoli e finanziatore di imprese di nuovi mezzi di trasporto in Francia, e pilota di automobili e aeroplani egli stesso.